# Tom Chaplin
Thomas Olivier Chaplin (ur. 8 marca 1979 w Battle, East Sussex) – brytyjski muzyk, lider i wokalista grupy piano-rockowej Keane.

## Życie i twórczość przed Keane
Chaplin urodził się w rodzinie Davida Chaplina i Sally Taylor w dniu 8 marca 1979 r., niespełna miesiąc po narodzinach brata Tima Rice-Oxleya o identycznym imieniu. Ich matki zostały przyjaciółkami, co spowodowało, że Tom Chaplin rozpoczął przyjaźń z dwoma braćmi Oxleyami, która trwa do dzisiaj.
Ojciec Chaplina był dyrektorem szkoły Vinehall School w Robertsbridge, więc zarówno Chaplin jak i Oxley zostali tam umieszczeni. Razem uczęszczali również na Tonbridge School. Studiując tam, spotkali Richarda Hughesa, który później został członkiem ich wspólnej grupy Keane, a także Dominica Scotta, który był członkiem zespołu do 2001 r. W czasach Vinehall School Chaplin zagrał w kilku przedstawieniach szkolnych oraz należał do szkolnego chóru. W Tonbridge School spędził pięć lat w chórze kościelnym i został wybrany do śpiewania tekstów solo.
W 1995 r. Tim, Dominic i Richard założyli swój pierwszy zespół nazwany "The Lotus Eaters". Był to tzw. cover band grający przeróbki znanych zespołów tj. U2, Oasis, czy The Beatles w pubach Sussexu.

## Keane
Chaplin zaprosił do dołączenia do grupy Rice-Oxleya. Ten przyjął propozycję w roku 1997, kiedy to nazwa zespołu została zmieniona z "The Lotus Eaters" na "Cherry Keane", a następnie na samo Keane. Nazwa powstała ku czci przyjaciółki matki Chaplina, którą wszyscy muzycy zespołu dobrze znali.
W czerwcu 1997 roku Chaplin wyjechał do Południowej Afryki na roczną przerwę. W trakcie nieobecności Toma reszta zespołu przygotowywała się do koncertu. Kiedy rok później do grupy powrócił Chaplin, 13 lipca 1998 r. zagrali po raz pierwszy w The Hope & Anchor Pub. Po tym zdarzeniu Tom Chaplin zaczął studiować historię sztuki na Uniwersytecie w Edynburgu. Niedługo później porzucił naukę dla kontynuowania swojej kariery muzycznej w Londynie.
Podczas pobytu w Londynie wynajmował mieszkanie wraz z Timem oraz Stokem Newingtonem. Starał się zdobyć pieniądze na utrzymanie, co zaowocowało pracą w wydawnictwie brytyjskim.
Wraz ze Scottem w składzie jako gitarzysta prowadzący, Chaplin grał na gitarze akustycznej. Odkąd Scott opuścił zespół w 2001 roku, Tom przeszedł na wocal, ale również rozpoczął grę na organach podczas większych koncertów i na pianinie, począwszy od wydania drugiej płyty zespołu. W listopadzie 2004 roku wziął udział w reedycji "Do They Know It's Christmas?" Band Aid 20's.

## Odwyk
Dnia 22 sierpnia 2006 r. Chaplin ujawnił, że ma poważne problemy z alkoholem i narkotykami. Zdecydował się również na odwyk. On i pozostali członkowie zespołu Keane zdecydowali się odwołać tournée po Ameryce Północnej po tym, jak Chaplin opuścił bez uprzedzenia hotel podczas trasy koncertowej w Japonii i odleciał samotnie do Wielkiej Brytanii.
Opuścił Priory Clinic w Londynie dnia 6 października, jednak nie przestał zażywania leków.